# Gorenje Otave
Gorenje Otave je naselje u slovenskoj Općini Cerknici. Gorenje Otave se nalazi u pokrajini Notranjskoj i statističkoj regiji Notranjsko-kraškoj. 

## Stanovništvo
Prema popisu stanovništva iz 2002. godine naselje je imalo 41 stanovnika.